# Bebryce indica
Bebryce indica is een zachte koraalsoort uit de familie Plexauridae. De koraalsoort komt uit het geslacht Bebryce. Bebryce indica werd in 1905 voor het eerst wetenschappelijk beschreven door Thomson. 